# King Clone

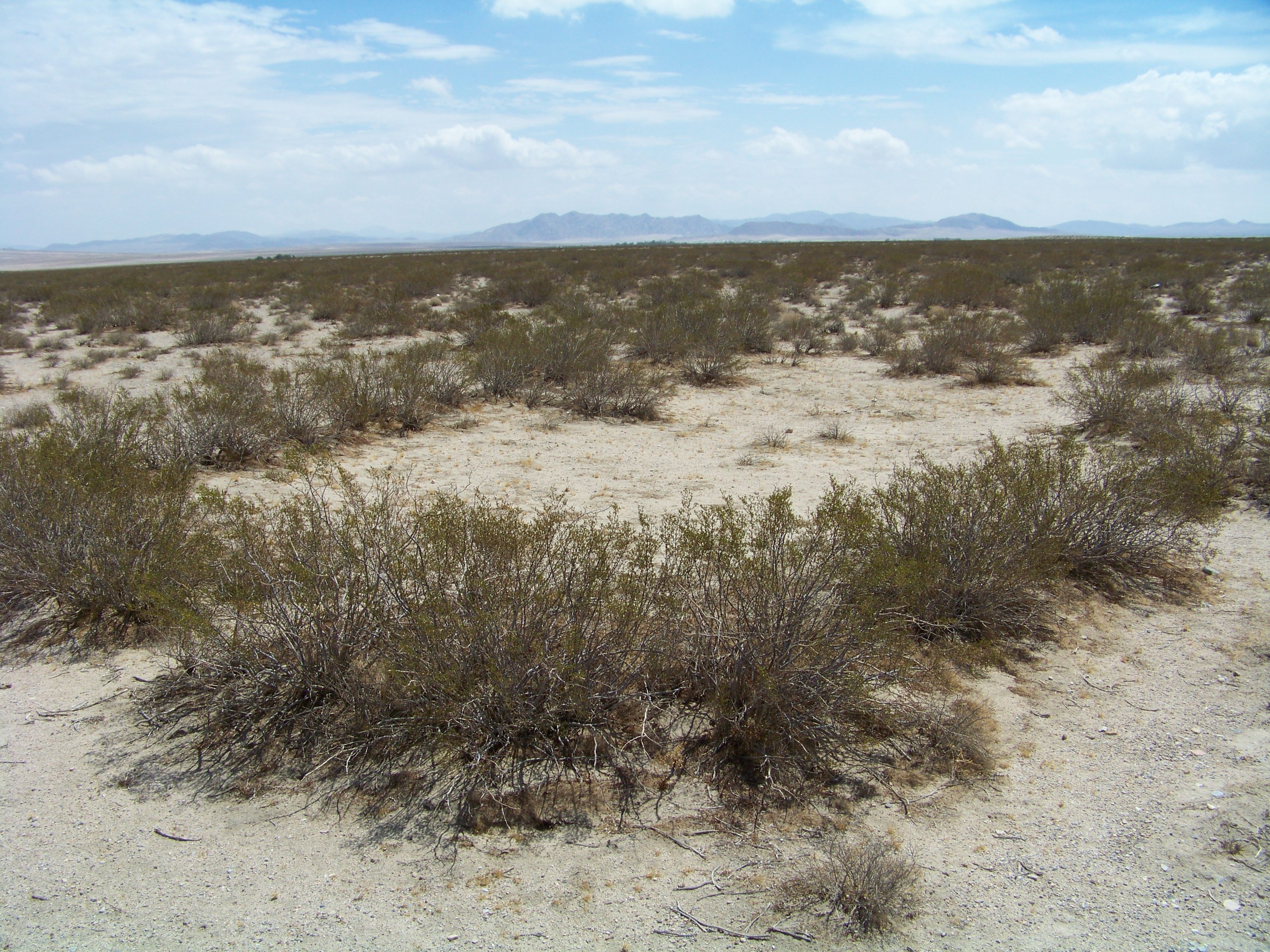
King Clone, il cespuglio di 11.700 anni nel Deserto del Mojave, in California.

King Clone è considerato il più longevo esemplare di Larrea tridentata situato nel deserto del Mojave. Si stima che l'anello di cespugli abbia circa 11.700 anni, il che lo rende l'essere vivente più antico del mondo ancora in vita. Questo singolo genet di Larrea tridentata raggiunge i 20 m di diametro, con un diametro medio di 14 metri.

## Geografia
Il King Clone si trova in un'area ad accesso limitato al centro del deserto del Mojave, a circa 0,6 miglia a nord della California Route 247 sulla Bessemer Mine Road, vicino alle città di Lucerne Valley e Landers. Si trova all'interno della Creosote Rings Preserve della Lucerne Valley and Johnson Valley.

## Metodo di datazione
L'età di King Clone è stata stimata a circa 11.700 anni da Frank Vasek, professore alla University of California, Riverside. Dopo aver ipotizzato che  l'anello di cespugli fosse di fatto un unico organismo, Leonel Sternberg (uno studente che lavorava al laboratorio di Vasek), fu in grado di dimostrare che le piante che formavano l'anello condividevano alcune caratteristiche identiche, le quali erano diverse dagli altri esemplari esterni all'anello. Vasek quindi utilizzò due metodi per datare l'anello di cespugli. Il primo metodo consisteva nel contare gli anelli e nel misurare la distanza di accrescimento annuale; il secondo metodo consisteva nella datazione al radiocarbonio di campioni di legno rinvenuti al centro dell'anello, e misurandone la distanza tra questi e i cespugli vegetanti. Entrambi i metodi di datazione hanno prodotto gli stessi risultati.